# Carlhubbsia stuarti
Carlhubbsia stuarti es un pez de la familia de los pecílidos en el
orden de los ciprinodontiformes.

## Morfología
Los machos pueden alcanzar los 5,5 cm de longitud total y las hembras los 4,5 cm.

## Distribución geográfica
Se encuentran en Centroamérica: Guatemala y Belice.